# كرايغ مونتويا
كرايغ مونتويا (بالإنجليزية: Craig Montoya)‏ هو موسيقي أمريكي، ولد في 14 سبتمبر 1970 في سبوكين في الولايات المتحدة.

## وصلات خارجية
- كرايغ مونتويا على موقع IMDb (الإنجليزية)
- كرايغ مونتويا على موقع ميوزك برينز (الإنجليزية)
- كرايغ مونتويا على موقع أول ميوزيك (الإنجليزية)
- كرايغ مونتويا على موقع ديسكوغز (الإنجليزية)